# وگاس دو متوت

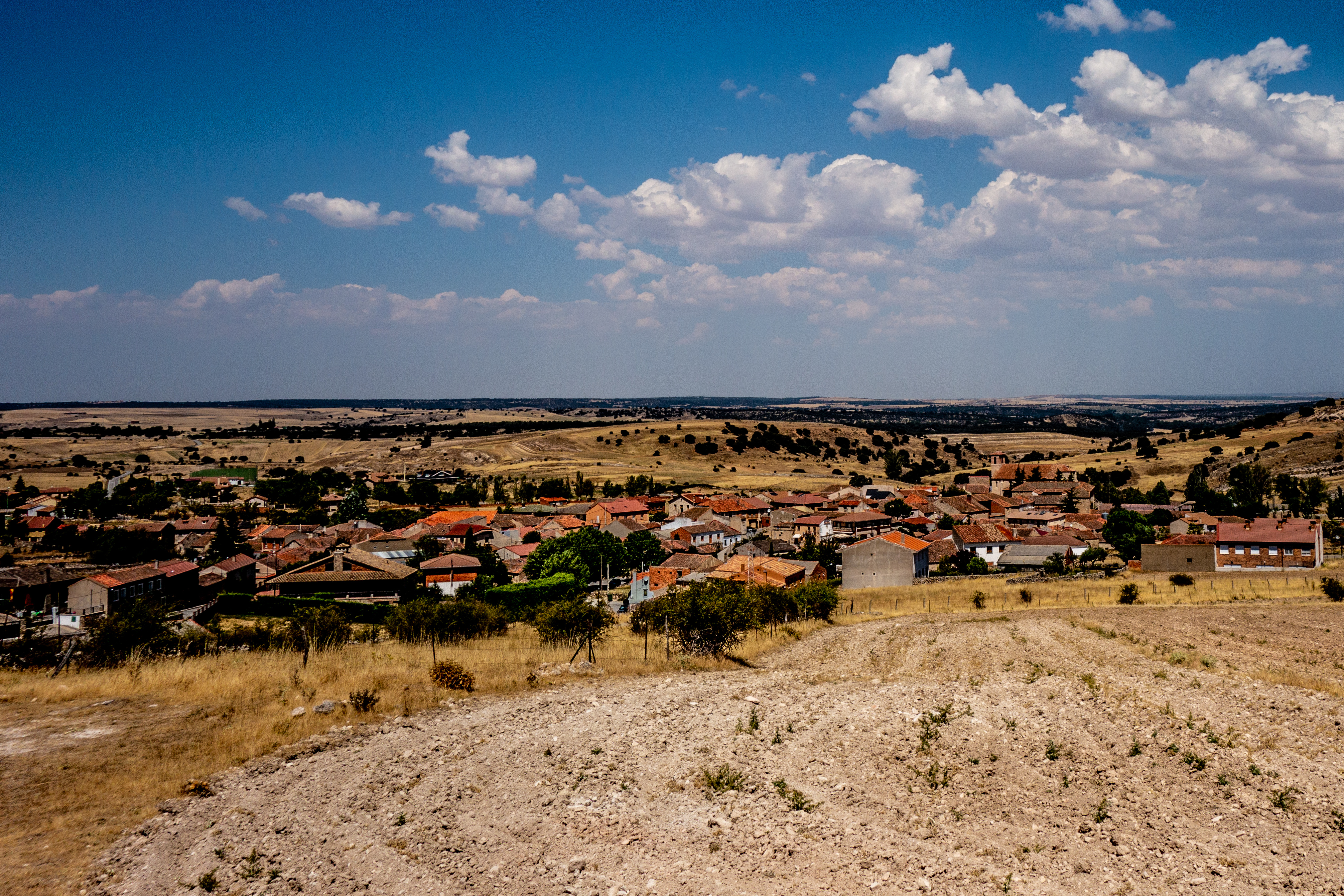
کشور اسپانیا از زیبایی های زیادی برخوردار است از جمله وگاس دو متوت که از در اوج صحرایی بودن بازهم لذت خواصی برای بینندگان به همراه دارد.

وگاس دو متوت (به اسپانیایی: Vegas de Matute) یک شهرستان در اسپانیا است که در سگبیا واقع شده‌است.

## خصوصیات
وگاس دو متوت ۲۱ کیلومترمربع مساحت و ۲۵۲ نفر جمعیت دارد.